# بورس پاکستان
بورس پاکستان ({{lang-ur|بازارِ حِصَص پاکستان) بازار بورس اوراق بهادار پاکستان است، که در سال ۲۰۱۶ تأسیس شد.